# Дело «Медов против России»
Дело «Медов против России» — судебный процесс, инициированный жалобой Сулеймана Акбердовича Медова против Российской Федерации, поданной им в Европейский суд по правам человека (ЕСПЧ). Медов и семь других мужчин были задержаны федеральными военнослужащими 23 января 2000 года. Их посадили в яму рядом с лагерем, где их избивали и поливали холодной водой. Затем Медова последовательно перевозили в Ханкалу, следственный изолятор Чернокозово, Моздок, Пятигорск, Ставрополь, где издевательства продолжались.

## Заявитель
Сулейман Медов родился в 1958 году. Он живёт в Старопромысловском районе Грозного, в месте, которое местные жители называют Карпинкой. Он женат и имеет троих детей.

## Обстоятельства
В результате боевых действий второй чеченской войны их дом сгорел. 23 января 2000 года заявитель со своей женой, сёстрами и несколькими другими людьми находился в подвале соседнего дома. Группа военнослужащих МВД РФ задержала Медова и ещё семь местных жителей. Задержанные были доставлены в расположение танковой дивизии, где их заставили долго сидеть на земле. Солдаты угрожали убить их в отместку за гибель генерала Михаила Малофеева, погибшего незадолго перед этим. В расположение дивизии прибыл генерал Геннадий Трошев, чтобы забрать тело Малофеева. Он обещал отпустить задержанных после установления личности если их документы в порядке.
Однако их посадили в противотанковую яму, где они провели следующую ночь. Задержанных били, поливали их водой (температура ночью была ниже нуля) и кидали в них камни. Примерно в полночь Медову и его товарищам разрешили погреться у огня и дали поесть. На следующий день их перевезли в Ханкалу, а 25 января — в следственный изолятор Чернокозово. В камере рассчитанной на пять человек, вместе с Медовым содержались ещё 20 человек. В другой камере, где находился заявитель, содержались 40 человек.
Задержанных охраняли сотрудники ростовского ОМОНа, которые зачастую были пьяны. Заключенных заставляли пробегать через шеренгу солдат, которые били бегущих деревянными молотками, прикладами и резиновыми дубинками. Однажды Медов был так избит прикладами, что на левой стороне головы образовалась глубокая рана, от которой остался шрам. Сулейману Медову сломали нос и рёбра. Охранники развлекались унизительными играми, например, ездили верхом на заключённых, которых ставили на четвереньки. Допросы также сопровождались избиениями. При этом от него требовали подписать признание в участии в боевых действиях на стороне сепаратистов.
18 февраля 2000 года задержанный с 12 другими мужчинами и тремя женщинами был доставлен в Моздок. Ночь они провели в железнодорожном вагоне. В вагоне его заставили раздеться и избили. 20 февраля Медов был доставлен в Пятигорское СИЗО № 2. Здесь заключённых избивали в душевой, где их заставляли бегать голыми, и туалете. 22 февраля заявителя привезли в СИЗО № 1 в Ставрополе. Здесь арестованных также заставляли бегать сквозь строй, после чего их поливали ледяной водой. В Ставрополе Медов был допрошен один раз сотрудниками Минюста, которые не представились. Они избивали Медова и требовали подписать бумаги об участии в незаконных вооружённых формированиях, от чего задержанный отказался.
3 мая 2000 года он Сулейман Медов был освобождён из-под стражи. Ему выдали документ о том, что с 23 января по 3 мая он находился под стражей и освобождён в связи с закрытием уголовного дела согласно постановлению Государственной думы «Об объявлении амнистии в отношении лиц, совершивших общественно опасные деяния в ходе проведения антитеррористической операции на Северном Кавказе». Мера пресечения в отношении заявителя была отменена. Однако паспорт Медову не возвратили.
На следующий день Медов вернулся к семье в тот момент находившейся в Ингушетии. Как утверждает его жена, супруг сильно похудел, на теле были многочисленные синяки и шрамы, ему было трудно дышать, тяжело давались простейшие физические упражнения. У Медова была сильная депрессия, нервозность, он не переносил шум и испытывал проблемы со сном. Психологическая реабилитация и выздоровление заняли полгода.

## Расследование российских властей
7 декабря 2000 года Медов подал заявление в грозненскую прокуратуру. Его избивали и над ним издевались во время содержания под стражей везде, где он содержался. Ему сломали два ребра и нос. От него добивались признания в участии в незаконных вооружённых бандформированиях, от чего он отказался. Тем не менее, Медов был освобождён только по амнистии.
21 декабря того же года письмо заявителя было направлено организацией Human Rights Watch в Генеральную прокуратуру России, а копия — спецпредставителю президента по правам человека в Чечне Каламанову. Последний переправил жалобу в прокуратуру Ставропольского края.
12 марта 2001 года Медов прошёл неофициальный медицинский осмотр. Пройти официальный осмотр заявитель не мог, так как не имел паспорта. Врач зафиксировал шрам длиной около 10 см слева на голове, зажившие переломы рёбер, астено-невротический синдром, страхи и апатию.
21 февраля 2001 года Пятигорская прокуратура сообщила об отказе в возбуждении уголовного дела. 20 апреля прокуратура Чечни проинформировала, что уголовное дело не будет возбуждено ввиду необоснованности жалоб заявителя. 20 февраля 2000 года в Пятигорском СИЗО Медов был осмотрен врачом, который не зарегистрировал никаких жалоб или повреждений. 27 апреля 2001 года аналогичный ответ был получен от Ставропольской прокуратуры. Последующие обращения Медова имели тот же результат.
Медов получал повестки с требованием прибыть в качестве свидетеля в Заводское ОВД Грозного с паспортом. В ответном письме заявитель объяснил, что проживает в Ингушетии, не может прибыть в Грозный из-за отсутствия паспорта и просит провести допрос на территории Ингушетии. На это письмо не последовало никаких ответных действий со стороны прокуратуры Грозного и Заводского ОВД.

## Расследование Европейского суда
8 ноября 2007 года суд постановил, что российскими властями были нарушены статьи 3 (Запрещение пыток) и 13 (Право на эффективную правовую защиты) Конвенции о защите прав человека и основных свобод. Российская сторона была обязана выплатить:
- 5 тысяч евро компенсации морального ущерба;
- 3211 евро компенсации судебных издержек;
- любые налоги, которыми могут облагаться эти суммы.